# 亮馬橋駅
亮馬橋駅（りょうばきょうえき）は、中華人民共和国北京市朝陽区に位置する北京地下鉄10号線の駅である。

## 駅構造

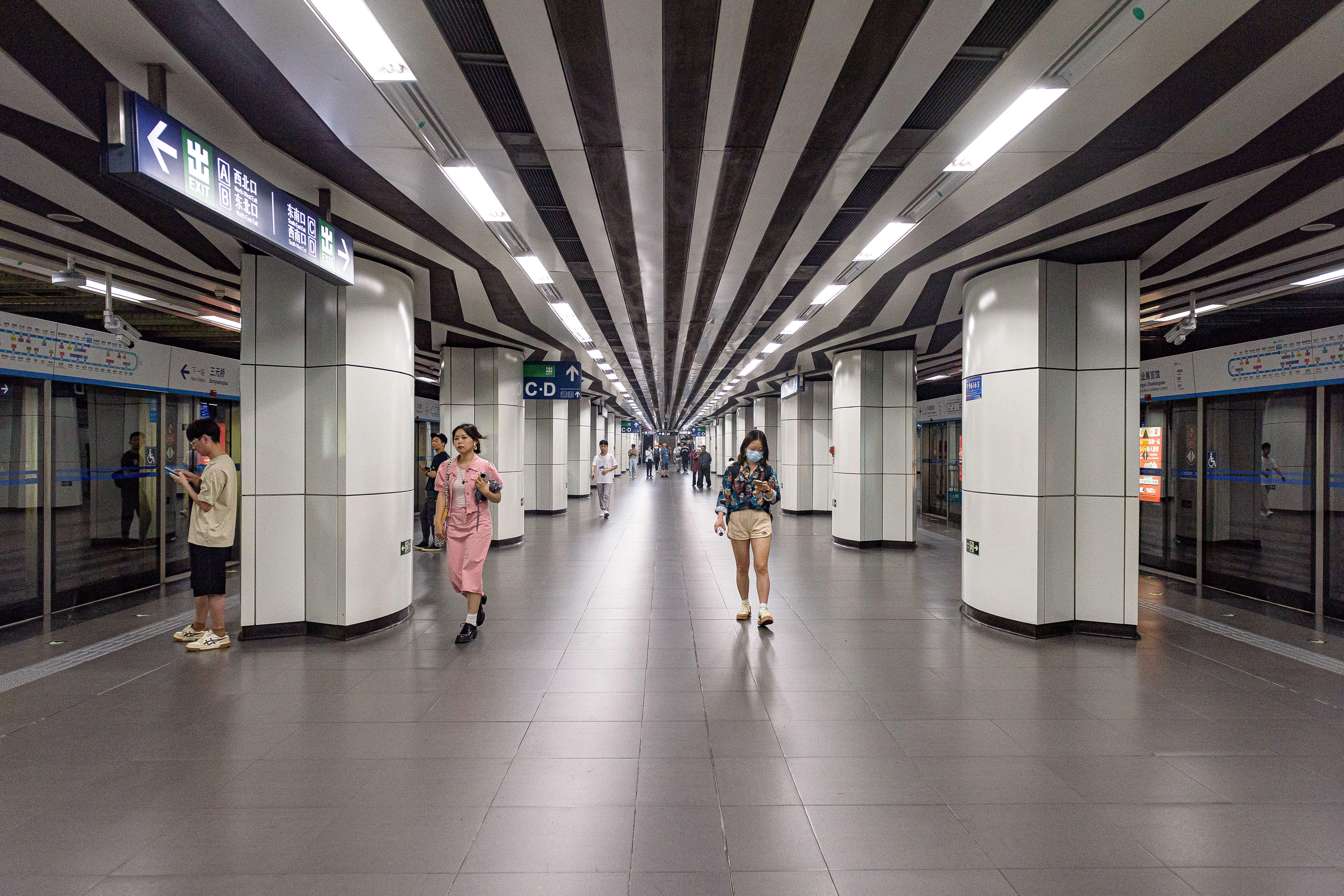
ホーム

島式ホーム1面2線を有する地下駅。

## 駅周辺
- 在中華人民共和国日本国大使館

## 歴史
- 2008年7月19日 - 開業。

## 隣の駅
北京地下鉄
■10号線
三元橋駅 - 亮馬橋駅 - 農業展覧館駅
座標: 北緯39度56分53秒 東経116度27分23秒 / 北緯39.94814度 東経116.45628度